# 陳肅諭
陳肅諭（1997年12月19日—），台灣女子羽毛球運動員，現隸屬台灣電力女子羽球隊。

## 簡歷
陳肅諭出生於臺中，父母為羽球愛好者；小學二年級時加入四維國小校隊，因父母注重訓練環境而三度轉校，跨縣市至高雄就讀國中時亦曾待過兩間學校，最終待在苓雅國中，並於國中二年級獲得中華羽協甲組球員資格，後就讀北市松山高中、國立體育大學球類運動技術學系，現為台電羽球隊隊員。
2015年10月，陳肅諭出戰越南峴港舉行的越南國際系列賽，在女單決賽以0比2（9-21、13-21）不敵馬來西亞的吳堇溦，僅得亞軍。
2016年4月，陳肅諭代表松山高中出戰全國中等學校運動會，在高女單冠軍戰以2比0（21-16、21-11）擊敗北市大同的周士君，為學校贏回睽違四年的高女單金牌，個人則繼國三全中運贏得國女單金牌後，再奪全中運冠軍。該年10月，剛上大學的陳肅諭出戰越南國際系列賽，在女單決賽以2比0（21-19、23-21）力克馬來西亞的林吟芳，贏得個人首個國際賽冠軍。她在賽後表示，自己去年打法不夠穩定和成熟，今年在教練團指導下，戰術運用更靈活，不再一味追求強攻。
2017年，因該年世界錦標賽與在台灣舉辦的世界大學運動會撞期，許多選手選擇放棄世錦賽參加世大運，令陳肅諭得以候補參加在蘇格蘭格拉斯哥舉行的世界羽毛球錦標賽，出戰女子單打項目。她在首圈以2-0擊敗贊比亞選手奥加尔·西埃姆潘杰拉晉級，但在第二圈就以0比2（8-21、14-21）不敵6號種子、中國的何冰娇出局。
2019年，陳肅諭接連奪得全國排名賽冠軍、全國運動會金牌。2022年1月，於第一次全國排名賽第二度贏得女單冠軍。

## 主要比賽成績
只列出曾進入準決賽的國際賽事成績：
| 年份   | 賽事                 | 公開賽級別 | 項目     | 搭檔   | 成績   |
| ------ | -------------------- | ---------- | -------- | ------ | ------ |
| 2014年 | 亞洲青年羽毛球錦標賽 | 其他       | 混合團體 | －     | 季軍   |
| 2015年 | 越南羽毛球國際系列賽 | 國際系列賽 | 女子單打 | －     | 亞軍   |
| 2016年 | 越南羽毛球國際系列賽 | 國際系列賽 | 女子單打 | －     | 冠軍   |
| 2018年 | 南澳洲羽毛球國際賽   | 國際挑戰賽 | 女子雙打 | 宋碩芸 | 準決賽 |
| 2022年 | 雪梨羽毛球國際賽     | 國際系列賽 | 女子單打 | －     | 亞軍   |
| 2023年 | 吉隆坡羽毛球大師賽   | 超級100賽  | 女子單打 | －     | 準決賽 |
| 2024年 | 本迪戈羽毛球國際賽   | 國際挑戰賽 | 女子雙打 | 謝宜恩 | 準決賽 |
| 2024年 | 雪梨羽毛球國際賽     | 國際挑戰賽 | 女子雙打 | 謝宜恩 | 準決賽 |
| 2024年 | 北港羽毛球國際賽     | 國際挑戰賽 | 女子單打 | －     | 準決賽 |
| 2024年 | 北港羽毛球國際賽     | 國際挑戰賽 | 女子雙打 | 謝宜恩 | 亞軍   |

| 2007-2017年 | 首要超級賽 | 超級賽 | 黃金大獎賽 | 大獎賽 | 國際挑戰賽 | 國際系列賽 | 未來系列賽 | 其他 |

| 2018-2026年 | 總決賽 | 超級1000賽 | 超級750賽 | 超級500賽 | 超級300賽 | 超級100賽 | 國際挑戰賽 | 國際系列賽 | 未來系列賽 | 其他 |

### 奧運會和世錦賽參賽紀錄
|          | 2017 |
| -------- | ---- |
| 女子單打 | 32強 |

## 外部連結
- 陳肅諭在世界羽球聯盟的登錄資料